# خايمي ألومار
خايمي ألومار (بالإسبانية: Jaime Alomar)‏ هو دراج إسباني، ولد في 24 ديسمبر 1937 في سينيو في إسبانيا.

## وصلات خارجية
- خايمي ألومار على موقع أرشيف الدراجات (الإنجليزية)
- خايمي ألومار على موقع إحصائيات الدراجات الإحترافية (الإنجليزية)
- خايمي ألومار على موقع CycleBase (الإنجليزية)